# Anthropos

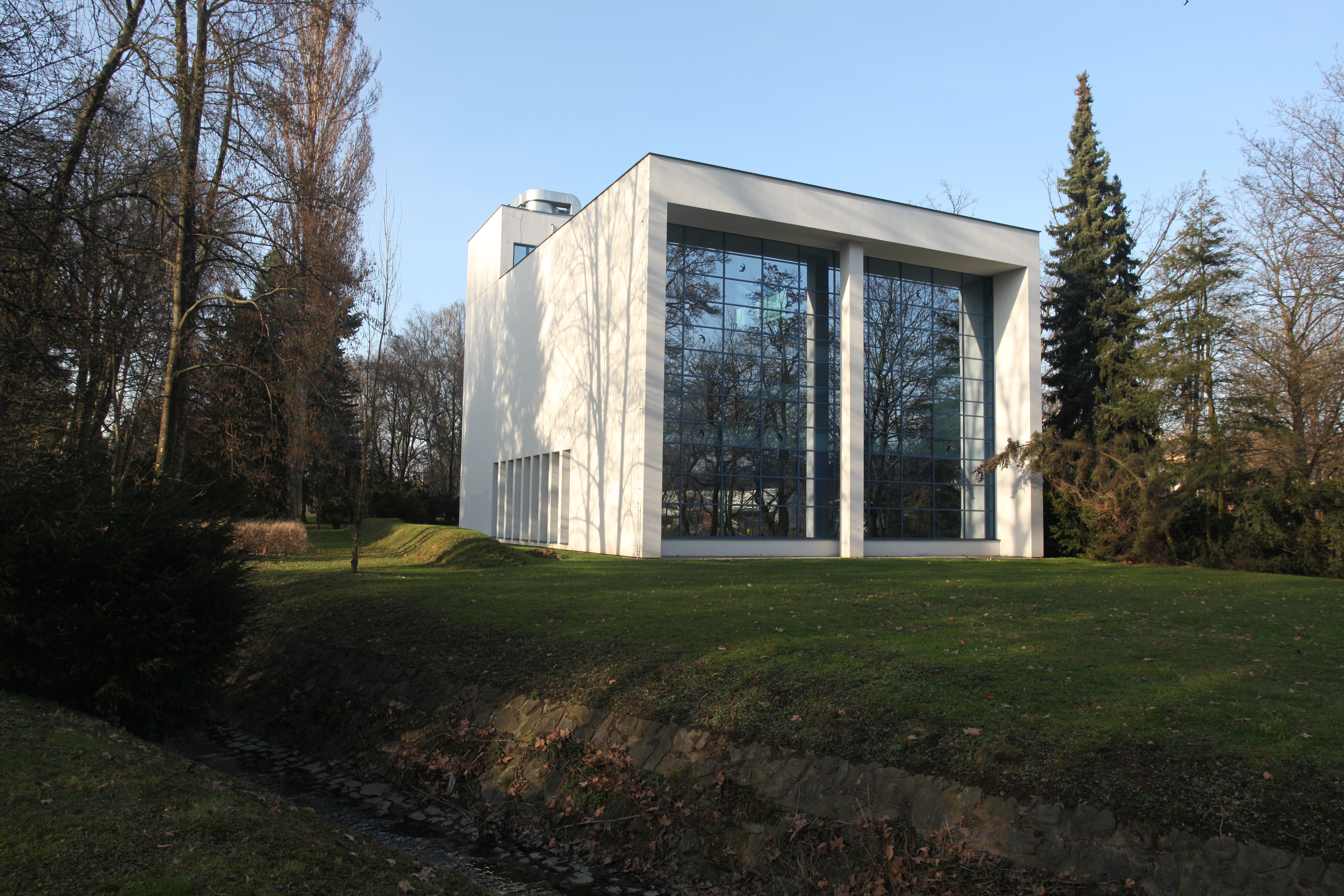
jižní průčelí pavilonu

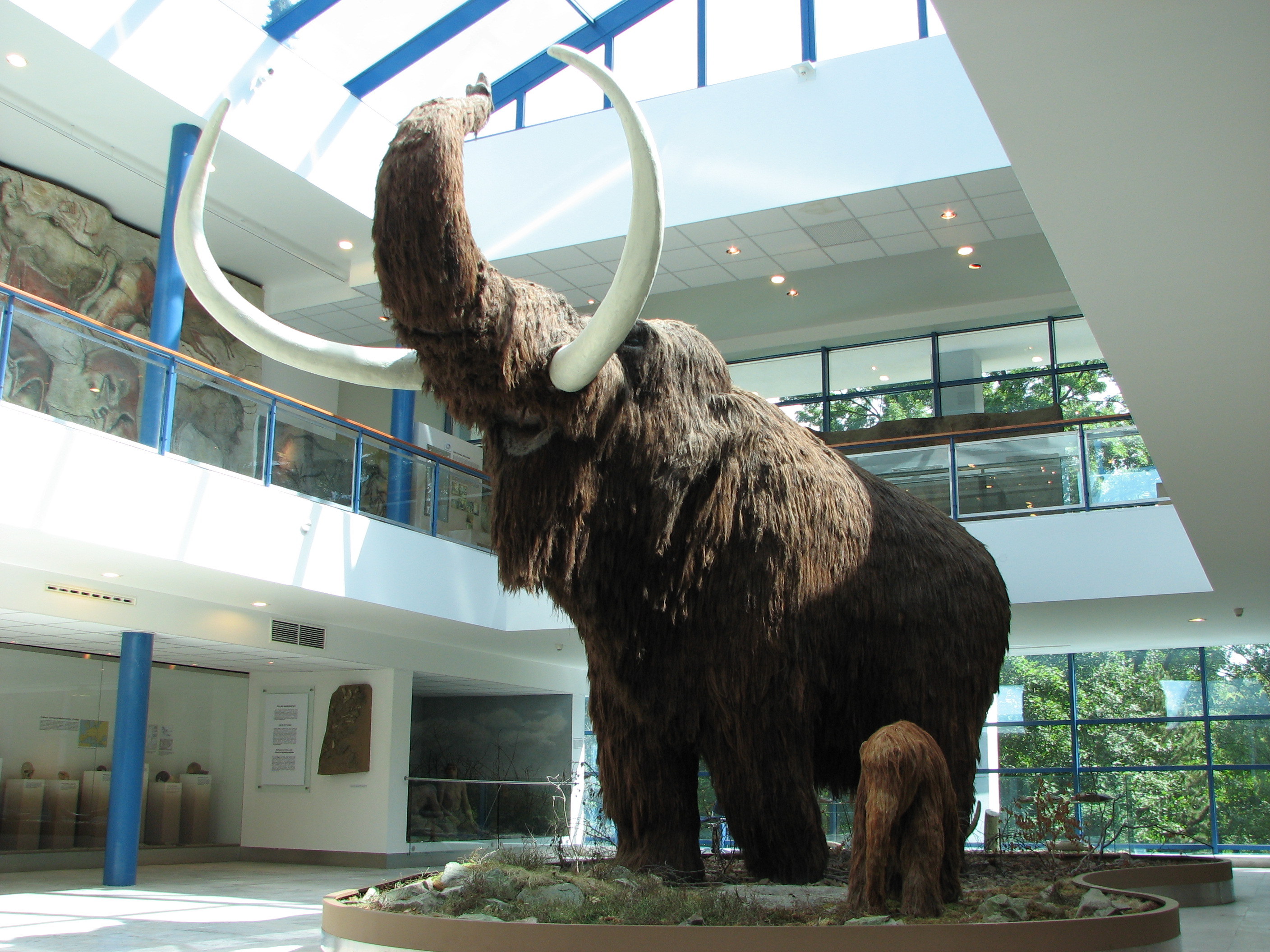
Model mamuta s mládětem v životní velikosti v muzeu Anthropos

Pavilon Anthropos (ze starořeckého ὁ ἄνθρωπος = člověk) je součást Moravského zemského muzea v Brně.

## Charakteristika
Nachází se na pravém břehu řeky Svratky v nejzápadnější části brněnské městské části Brno-střed v katastrálním území Pisárky. Jeho součástí je stálá expozice o nejstarších dějinách osídlení Moravy a Evropy, tvořená třemi částmi, kromě toho jsou v dalších prostorách pavilonu průběžně instalovány krátkodobé výstavy.

## Historie
Počátky Pavilonu Anthropos spadají do období mezi dvěma válkami. V rámci výstavy soudobé kultury v roce 1928 na dnešním výstavišti v samostatném pavilonu „Člověk a jeho rod“ soustředil prof. Karel Absolon nálezy z nejstaršího období vývoje člověka a poutavým způsobem je prezentoval (již tehdy zde byl vystaven model mamuta v životní velikosti). Vznik výstavy podporovali první prezident ČSR Tomáš Garrigue Masaryk i průmyslník Tomáš Baťa.
V důsledku 2. světové války i událostí po ní výstava zanikla, z jejích tradic však vyšel v poválečném období antropolog světového jména Jan Jelínek, ředitel Moravského zemského muzea. Dokázal prosadit stavbu samostatné budovy, pro niž získal místo nedaleko původního pavilonu, v krásném prostředí za Brněnským výstavištěm na druhém břehu Svratky. Stavba Pavilonu Anthropos podle plánů architekta Evžena Šteflíčka byla dokončena v roce 1962 a instalována zde výstava o počátcích vývoje člověka.

## Současnost
V roce 2003 musel být objekt pro špatný stav uzavřen a zahájena generální rekonstrukce, která byla dokončena v roce 2006, kdy byl Pavilon Anthropos dne 29. června v modernizované a výrazně rozšířené podobě opět otevřen veřejnosti. Finanční prostředky pro přestavbu pavilonu a tvorbu nových expozic poskytlo Ministerstvo kultury ČR.
Nová expozice o nejstarších dějinách osídlení Moravy a celé Evropy, na níž participovali přední odborníci, podává návštěvníkům informace postavené na nejnovějších poznatcích archeologie, antropologie, genetiky a dalších oborů. Expozici s názvem „O původu člověka a vzniku kultury" tvoří tři základní celky: „Morava lovců a sběračů“, „Nejstarší umění Evropy“ (autor scénáře Martin Oliva) a „Paleolitické technologie“ (autoři Zdeňka a Petr Nerudovi); tyto části expozice o pravěkém vývoji člověka doplňují výstavy „Primáti, naše rodina“ (V. a M. Vančatovi) o chování a životě člověku nejbližších tvorů – primátů, „Genetika ve vývoji člověka“ (J. Sekerák) a „Příběh lidského rodu“ (Z. Šmahel, M. Dočkalová).
V expozicích nechybějí rekonstrukce, dioramata a interaktivní přístup především pro dětské návštěvníky; nejatraktivnějším exponátem je ovšem stále rekonstrukce mamuta v životní velikosti.

## Stálé expozice
- Morava lovců a sběračů
- Paleolitické technologie
- Nejstarší umění Evropy
- Genetika ve vývoji člověka
- Příběh lidského rodu
- Primáti, naše rodina